# Громадський голос
Грома́дський го́лос — газета, що з різною періодичністю та під різними назвами («Новий громадський голос», 1904—1905) виходила у Львові (1895—1939). У 1910 році обов'язки головного редактора «Громадського голосу» виконував Михайло Павлик.
На сторінках «Громадського голосу» друкувалися Іван Франко, М. Павлик, Осип Маковей, Марко Черемшина та інші. Газета в різні періоди свого існування еволюціонувала від соціалістичних орієнтацій до націоцентричних.
В 1905 у «Новому громадському голосі» вийшов твір Івана Франка «Біблійне оповідання про сотворення світу».
При газеті виходила «Бібліотека „Громадського голосу“» (1906—1910), де з'явилися твори Івана Франка, Леся Мартовича та інших.
У 1930-х роках розміщувалася в кам'яниці Михайла Терлецького.